# Абиссальная равнина

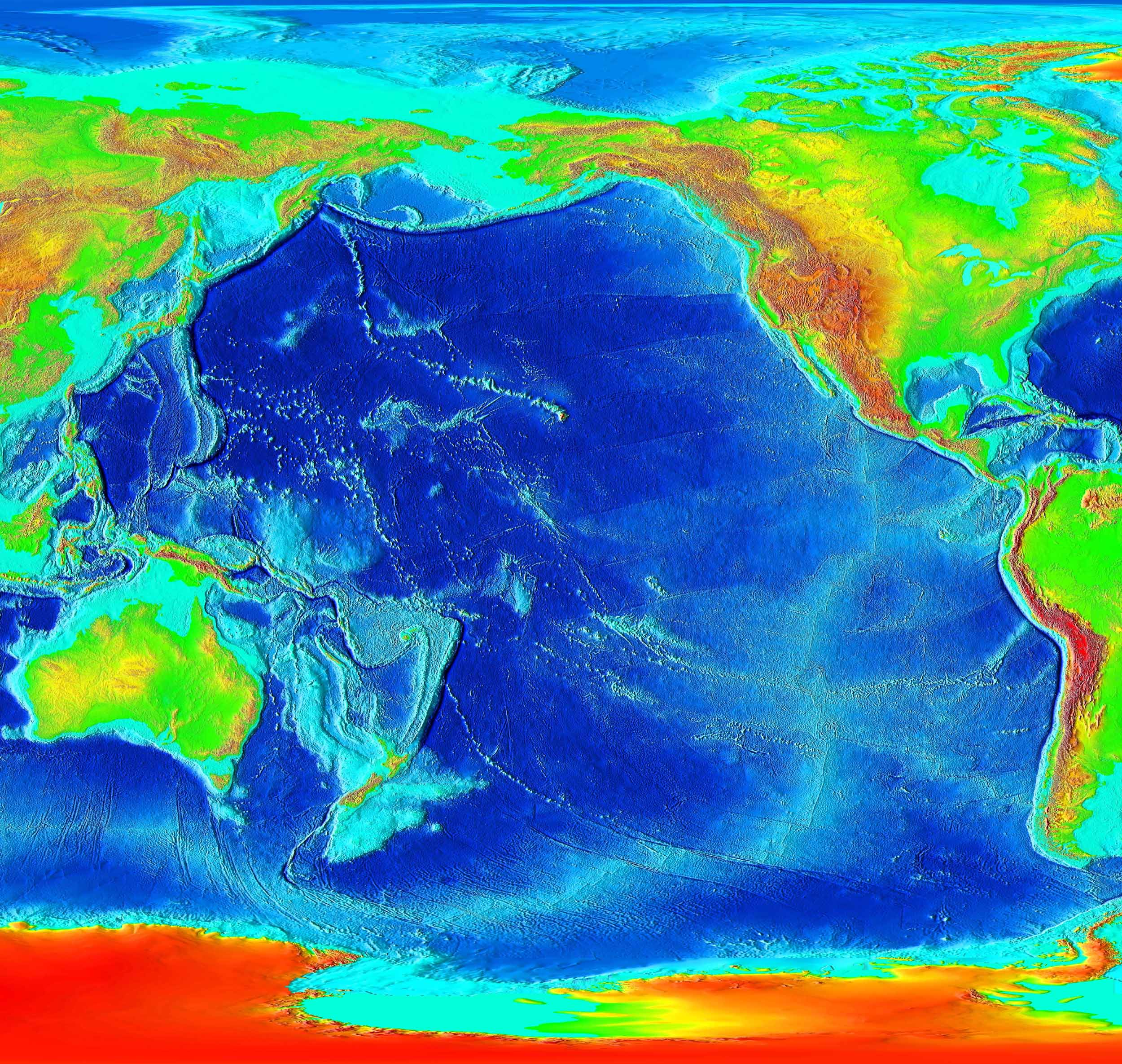
Абиссальные равнины Тихого океана

Абиссальные равнины — глубоководные равнины океанических котловин и впадин краевых морей. Абиссальные равнины занимают ~40 % площади ложа океанов и лежат на глубинах 2500—5500 метров. Они расположены между подножьем континента и срединно-океаническим хребтом.

## Типы сочленений континентов с абиссальными равнинами
Абиссальные равнины обычно располагаются у подножий континентальных склонов, при этом существует три основных типа сочленения континентов с абиссальными равнинами:
- Пассивные окраины континентов, в которых шельф подстилается континентальной корой, в пределах континентального склона развита кора переходная от континентальной к океанической и в зоне подножия переходная кора замещается нормальной океанической. Такой тип перехода характерен для Атлантического океана, для запада, юга и юго-востока Индийского океана и для Северного Ледовитого океана
- Сочленение через поперечный трансформный разлом. Такое сочленение сходно с пассивными окраинами, но отличается узостью и крутым континентальным склоном, приуроченным к разлому. Примерами такого типа являются северная окраина Гвинейского залива и южная окраина Ньюфаундленда в Атлантическом океане, крайний южный участок африканской окраины Индийского океана
- Активные континентальные окраины, на которых сочленение происходит через океанические глубоководные желоба, обычно через пологие краевые валы. Такой тип сочленения приурочен к зонам субдукции, окаймляющих почти со всех сторон, кроме южной, Тихий океан, восточную часть Индийского океана (Зондский жёлоб) и отдельным окраинам Атлантического океана (у Антильской и Южно-Сандвичевой островных дуг).

## Типы рельефа абиссальных равнин

Морфологически абиссальные равнины разделяются на два типа — плоские (субгоризонтальные) и холмистые. Рельеф базальтового ложа обоих типов равнин сглажен осадочным чехлом, мощность которого колеблется от 5000 до менее чем 1000 м. Плоский рельеф нарушается абиссальными холмами — округлыми или эллиптическими в плане образованиями до 1000 м высотой, ориентированными параллельно срединно-океаническим хребтам, возникшим при спрединге и вулканическими горами и гайотами.
- Плоские абиссальные равнины приурочены к окраинным частям океанических котловин или к центральным частям котловин краевых морей и наиболее распространены в Атлантическом океане, менее типичны для Индийского и Тихого океанов; такие равнины являются наиболее плоскими областями рельефа Земли: уклоны дна составляют менее 0,001. Такая выравненность обусловлена благоприятными условиями для накопления осадков у пассивных континентальных окраин.
- Холмистые абиссальные равнины более типичны для океанов с активными континентальными окраинами: в этом случае глубоководные желоба окраин играют роль ловушек для осадочного материала, выносящегося с континентов. Холмистые абиссальные равнины наиболее распространены в Тихом и Индийском океанах и менее типичны для Атлантического океана.

Неоднородность рельефа базальтового ложа абиссальных равнин зависит от скорости спрединга (степень сглаженности пропорциональна скорости спрединга), но степень сглаженности дна, образованного осадочным чехлом, пропорциональна скорости накопления осадков — что и приводит к тому, что в Атлантике со среднескоростным спредингом, но пассивными окраинами у континентальных окраин преобладают плоские абиссальные равнины, а в тихоокеанском бассейне даже в случае быстроспредингового восточно-тихоокеанского поднятия за счёт улавливания осадков желобами у активной окраины преобладают холмистые абиссальные равнины.

## Осадконакопление на абиссальных равнинах
На абиссальных равнинах, расположенных у пассивных континентальных окраин осадконакопление происходит главным образом за счёт мутьевых потоков, доставляющих обломки пород, разрушенных эрозией континентов и формирующих турбидитовые отложения. Мутьевые потоки зачастую формируют абиссальные каналы.
В относительно малоглубинных частях абиссальных равнин в осадках преобладают карбонаты, отлагающиеся непосредственно из воды и из раковин гибнущих морских организмов.
Осадконакопление в глубоководных частях абиссальных равнин определяется двумя важными факторами:
- Абиссальные равнины в большинстве случаев значительно удалены от континентов и других источников сноса, поэтому осадки, образующиеся в результате эрозии континентов, отсутствуют на абиссальных равнинах.
- Абиссальные равнины расположены на большой глубине, часто большей уровня карбонатной компенсации — глубины ниже которой кальцит растворяется, поэтому на них не происходит осаждение карбонатов, и раковины морских организмов, погружающиеся из верхних слоёв океана, так же полностью растворяются.

Вследствие этих двух причин на абиссальных равнинах накапливаются весьма характерные осадки — красные глубоководные глины. Скорость их накопления очень низка — несколько сантиметров в тысячелетие.
Кроме глин на абиссальных равнинах происходит накопление железомарганцевых конкреций, состоящих из гидроксидов марганца и железа. В минеральном составе конкреций доминируют гидроксиды марганца — тодорокит, бернессит, бузерит, асболан и железа — вернадит, гематит, фероксигит. На вершинах гайотов и склонов подводных гор, накопление минералов марганца и железа идёт в форме рудных корок.